# 纵向冗余校验
纵向冗余校验（Longitudinal redundancy check，縮寫LRC），是通信中常用的一种校验形式。
纵向冗余校验（LRC）是一种从纵向通道上的特定比特串产生校验比特的错误检测方法。在行列格式中（例如，在磁带中），LRC经常是与VRC一起使用，这样就会为每个字符校验码。

## 实现
```
Set LRC = 0
      For each character c in the string
      do
          Set LRC = LRC XOR c
      end do
```

## 外部連結
- Federal Standard 1037C （页面存档备份，存于）